# Muzeum Techniki w Brnie
Muzeum Techniki w Brnie (Technické muzeum v Brně, TMB) – państwowe muzeum w Brnie w Czechach. Podlega Ministerstwu Kultury i ma swoją siedzibę w części Brna Královo Pole.

## Historia
Maszyny rolnicze i przemysłowe pod koniec XIX wieku zaczęło gromadzić istniejące od 1817 roku w Brnie Františkovo Muzeum (obecnie Muzeum Morawskie). W 1873 roku powstało Moravské Průmyslové Muzeum (obecnie Moravská galerie v Brně), w którym od 1895 roku istniał dział techniczny prezentujący na stałej ekspozycji kolekcję narzędzi i maszyn. W 1924 roku z inicjatywy brneńskiej sekcji Spolku československých inženýrů (Związku Inżynierów Czechosłowackich) powołano komisję do opracowania statutu muzeum techniki, na czele której stanęli profesor Vysoké učení technické v Brně Karel Ryska i inżynier František Nedvědický. Jednak koncepcja założenia muzeum została zablokowana przez Muzeum Techniki w Pradze, które starało się utrzymać swoją monopolistyczną pozycję. W 1936 roku powstało w Brnie Archiv pro dějiny průmyslu, obchodu a technické práce (ADPOTP) (Archiwum historii przemysłu i handlu oraz prac technicznych), które korzystało z gościnności Moravskégo průmyslovégo Muzeum i z braku miejsca gromadziło tylko zbiory biblioteczne i nieliczne eksponaty.  

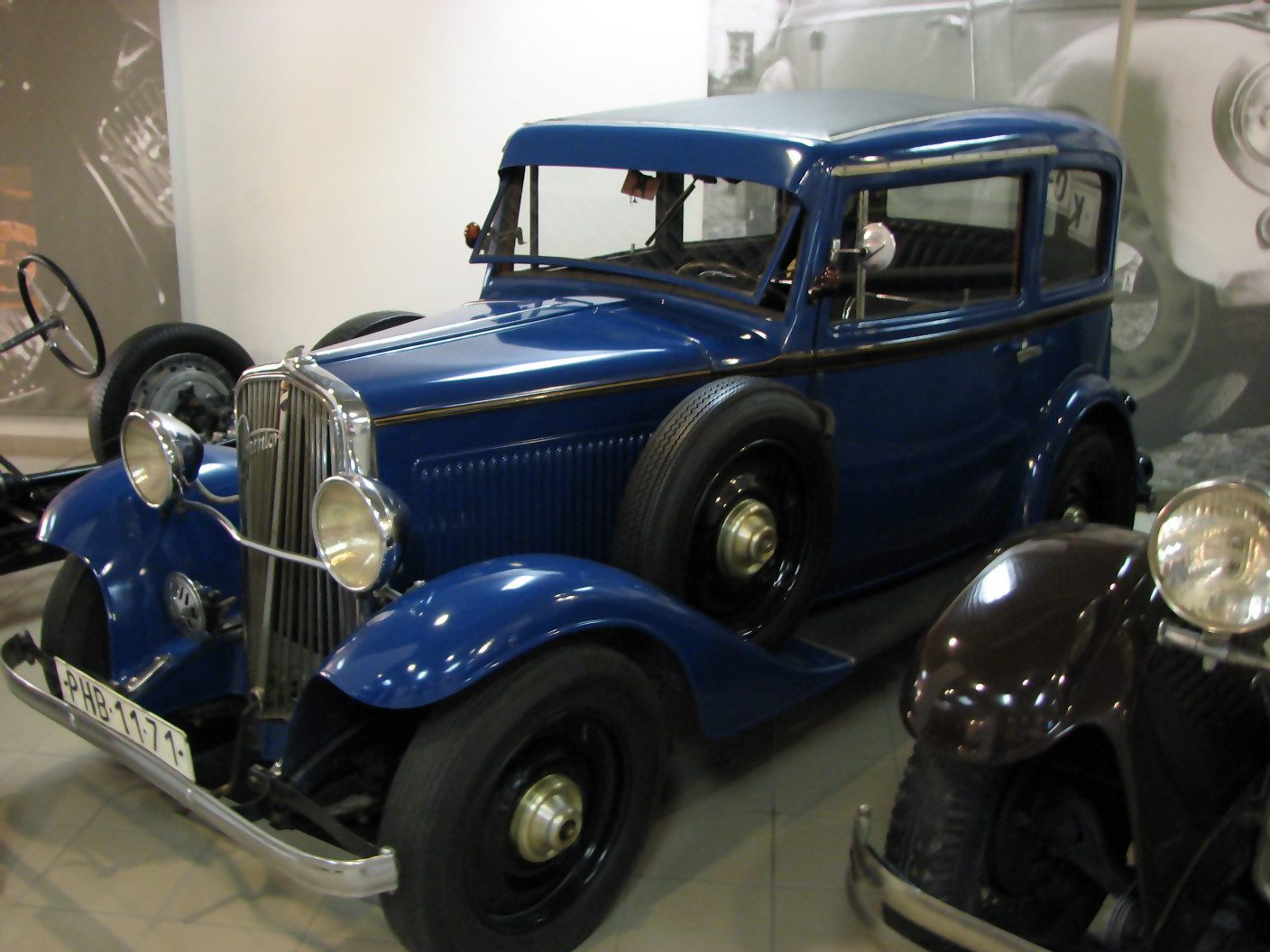
Eksponaty

W 1948 roku Archiv reaktywowano, a w 1951 roku po upaństwowieniu stał się oddziałem Narodowego Muzeum Techniki w Pradze. W 1951 roku zbiory przeniesiono do pomieszczeń byłego klasztoru urszulanek w centrum Brna.
1 stycznia 1961 roku muzeum zostało wydzielone z Narodowego Muzeum Techniki w Pradze i w Brnie utworzono niezależne Muzeum Techniki (Technické muzeum v Brně). W wyniku Ustawy o restytucji mienia kościelnego z 1991 roku siedziba muzeum została zwrócona zakonowi urszulanek. Muzeum otrzymało prawo do dzierżawy budynku do 2001 roku. Na podstawie tej samej ustawy muzeum musiało również opuścić dwa budynki w Rousínovie, w których były magazyny, oraz domy przy ulicach Josefská i Novobranská w Brnie o powierzchni użytkowej 20 796 m². W latach 1995–1996 muzeum musiało zrezygnować z pomieszczeń wystawowych w klasztorze Urszulanek z powodu uszkodzenia budynku. Podjęto decyzję o przeniesieniu siedziby do wyremontowanego budynku w dzielnicy Královo Pole. Po remoncie nowej siedziby muzeum zostało ponownie otwarte w 1997 roku.

## Oddziały
Oddziałami muzeum są:
- Czechosłowackie fortyfikacje w Šatov (Areál československého opevnění Šatov)[4]
- Kolekcja pojazdów komunikacji miejskiej w Brnie (Sbírka vozidel MHD) z zajezdnią pojazdów bezszynowych w Řečkovicach[5]
- Kuźnia w Těšanach[6]
- Huta koło Adamova (Stará huť u Adamova )[7]
- Młyn w Hamry nad Sázavou[8][9]
- Wiatrak w Kuželov[10]
- Młyn wodny w Słup[11]